# Annegrit (cràter)
Annegrit és un petit cràter d'impacte pertanyent a la cara visible de la Lluna. Està situat sobre el Mare Imbrium, a nord del Mons La Hire i a l'est del cràter Caventou. Els seus veïns més propers són altres dos petits cràters, situats a nord-oest: Charles i Mavis.

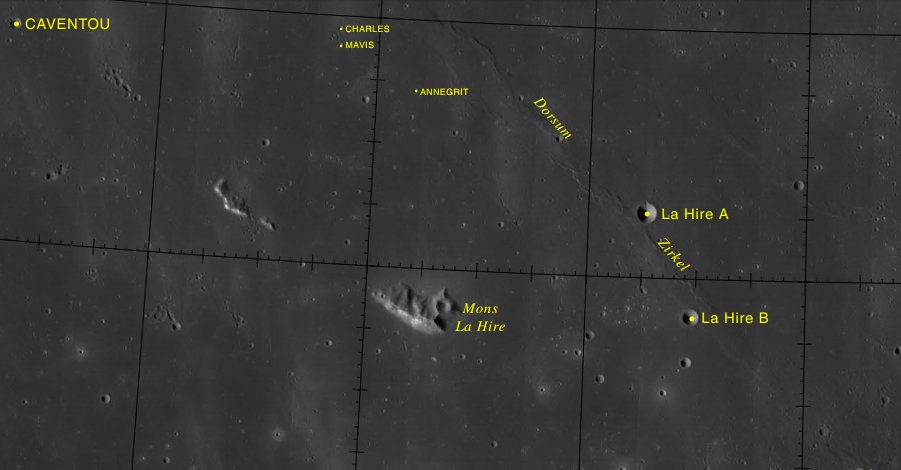
Localització d'Annegrit, Charles i Mavis (part superior de la imatge), al nord del Mons La Hire i a l'est de Caventou
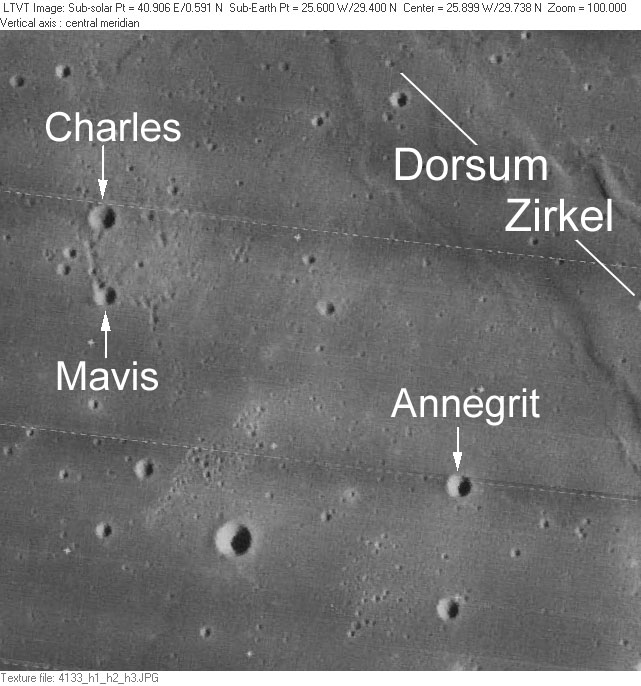
Rodalies d'Annegrit

El cràter té forma de copa. L'altura de la seva vora sobre el terreny circumdant és d'uns 40 m. Segons les seves característiques morfològiques, pertany a el tipus ALC (en referència a un representant típic d'aquesta classe, el cràter Albategnius C).
El nom procedeix d'una designació originalment no oficial continguda en la pàgina 40A1 / S1 de la sèrie de plànols del Lunar Topophotomap de la NASA, que va ser adoptada per la UAI el 1976.